# 山田外美代
山田外美代（1949年—），是被稱為「世博奶奶（万博おばあさん）」而被知道的日本人女性。

## 簡歷
1949年，出生於石川縣，5歲的時候搬到瀨戶市。在愛·地球博的活動期間的2005年3月25日到9月25日為止的185日裡每天都通勤往返而達成全勤。在那之後繼續活躍於上海世博會，從開幕日的2010年5月1日到結束日的10月31日為止的184日期間每天都拜訪此地，而被當地人愛稱為很有人氣的「世博奶奶」。閉幕日時溫家寶總理的演說有提及到她。在那之後來到臺北國際花博參觀，而被稱呼為「花博奶奶」。2025年大阪世博會期間，山田外美代為看世博會又租住在大阪。

## 腳註
1. ↑  中日新聞:「万博おばあちゃん」皆勤賞 上海で最も有名な日本人に
2. ↑  . 中央社 CNA. 2025-04-13  [2025-04-13]. （原始内容存档于2025-04-18） （中文）.

## 相關事項
- 2005年世界博覽會
- 中國2010年上海世界博覽會
- 2010臺北國際花卉博覽會